# Schloss Kalteneck (Holzgerlingen)

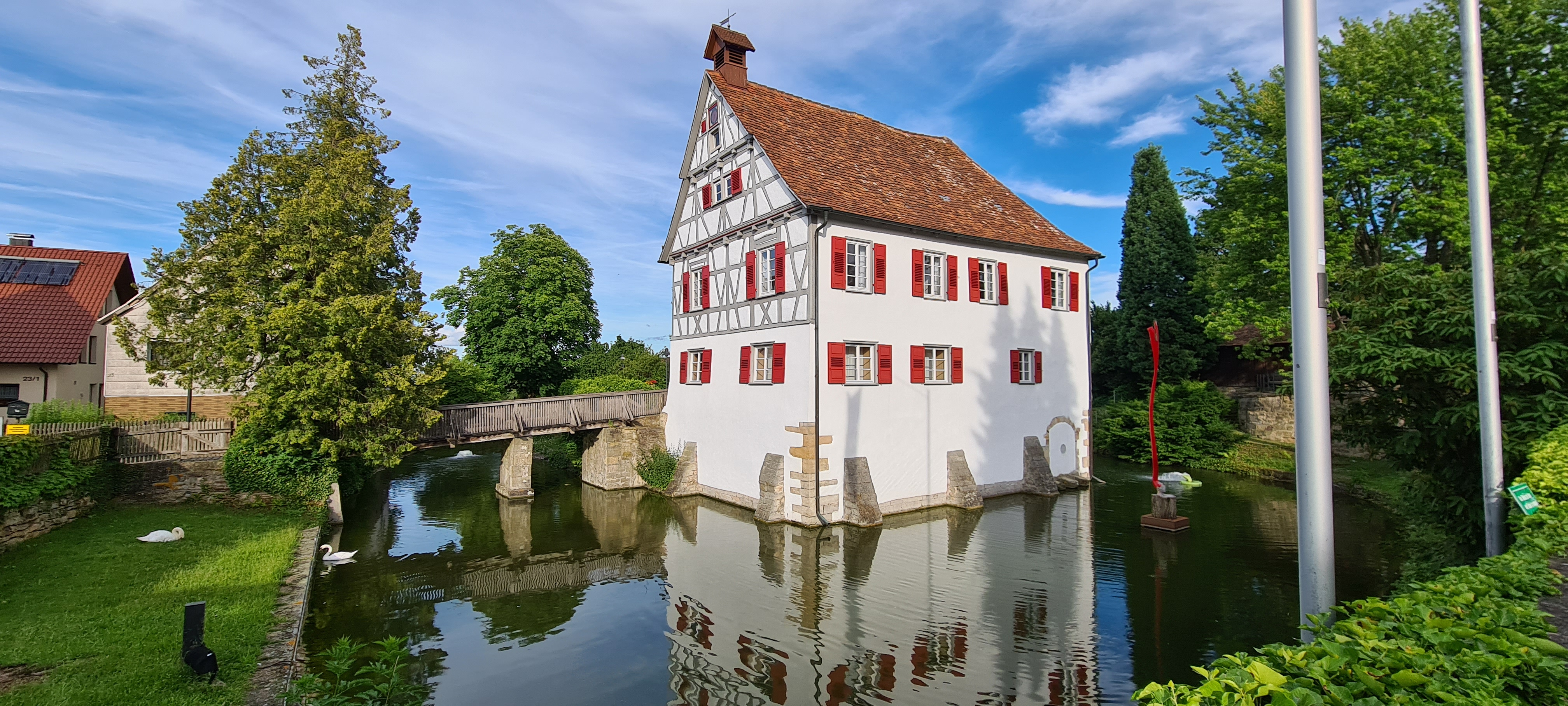
Burg Kalteneck im Juli 2021

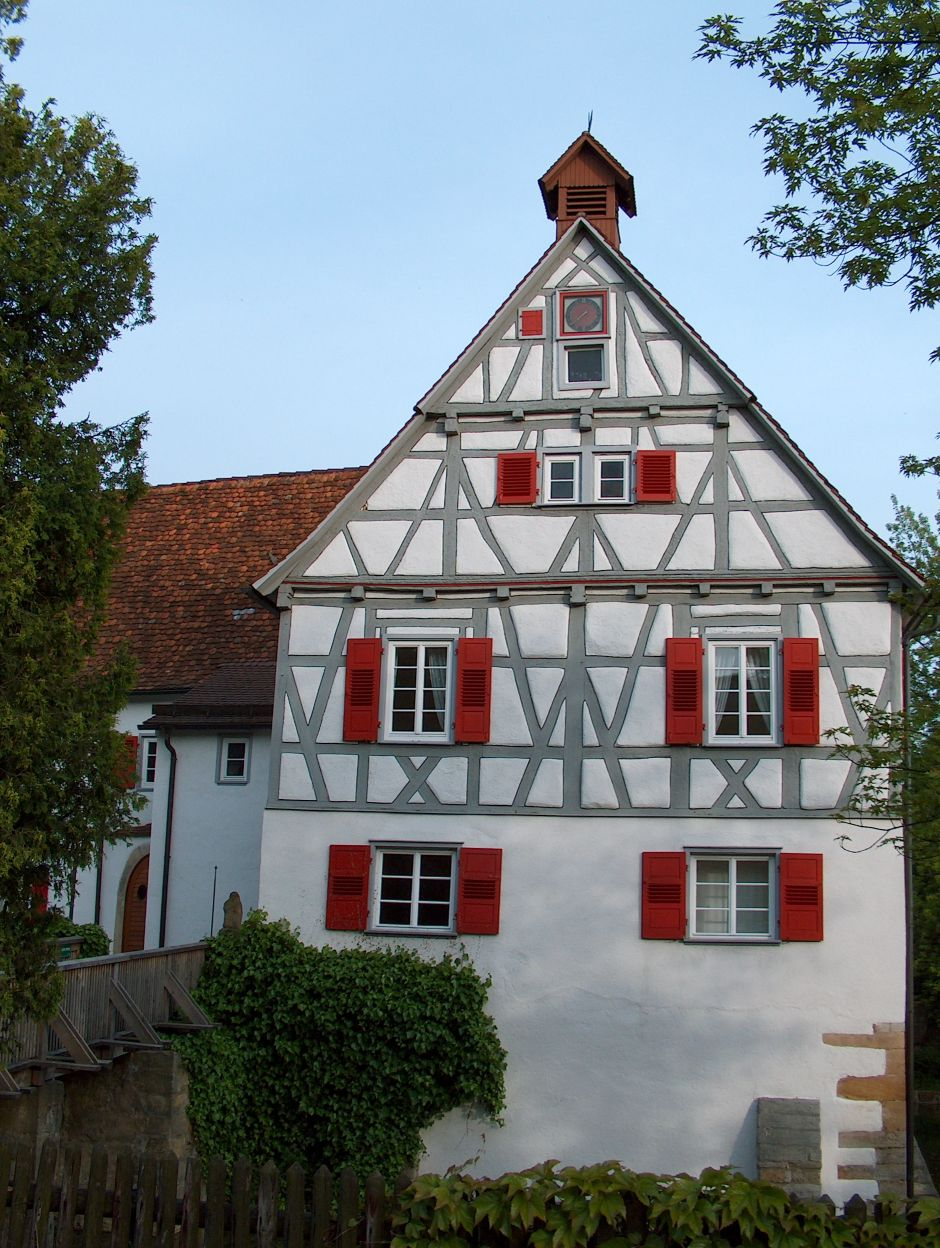
Der Südostflügel des Schlosses

Schloss Kalteneck oder Burg Kalteneck ist ein zweiflügeliges Wasserschloss in Holzgerlingen im Landkreis Böblingen in Baden-Württemberg.

## Geschichte
Die ursprüngliche Burg wurde wahrscheinlich von den Mittelfreien der Grafen von Tübingen errichtet. Im Zusammenhang eines Kaufs Holzgerlingens wurde das Bürgle 1363 erstmals genannt. 1412 befand sich die Burg im Besitz von Ulrich Mayer von Wasseneck, der diese als Lehen von Württemberg erhalten hatte und sie 1420 endgültig kaufte. Nach dessen Tod ohne gültigen Lehensnachfolger fiel die Burg 1441 wieder an Württemberg zurück, welche Wilhelm Zimmerer damit belehnten. Die Burg befand sich wohl 1482 in Besitz des unehelichen Sohns von Graf Eberhard im Bart, Ludwig Württemberger, 1489 verkaufte Graf Eberhard die Burg und zwei Gärten an Claus Steinmarn (oder Staimer) von Jesingen. Dieser ist wohl für den Bau des 1502 errichteten Südostflügels verantwortlich. 1552 wurde die Burg erstmals als Burg Kalteneck mit Hans Marquart, dem Schultheiß von Holzgerlingen, genannt. 1648 wurde der Westflügel gebaut, der im Jahre 1702 nochmals umgebaut wurde, wie eine Datierung im Sturz der Osttür beweist. Schon 1744 wurde die Anlage an Bauern verkauft, bevor die Besitzer Ende des 18. und in der ersten Hälfte des 19. Jahrhunderts schnell wechselten: Allein zwischen 1802 und 1849 hatte die Burg zehn Besitzer, darunter 1826 auch die Gemeinde Holzgerlingen, die nach dem Kauf die Güter des Schlosses wie einen fast 40 Hektar großen Baumbestand im Schönbuch behielt. Im Jahr 1988 wurde das Schloss von der Gemeinde Holzgerlingen gekauft und nach einer Renovierung 1991 zum Kulturzentrum ausgebaut.